# 中華民國憲法第1條
中華民國憲法第1條是中華民國憲法總綱部分的首條内容，全文共23個字，文中闡述了三民主義在憲法中的定義（“民有民治民享”）以及中華民國的國家性質（“基於三民主義...”、“...之民主共和國”）。

## 原文
『中華民國基於三民主義，為民有民治民享之民主共和國。』

## 歷史沿革
歷史上的各版中華民國憲法中對第1條均有所改動，其内容歷經多次變化，具體規定視乎版本而有所不同。

### 临时政府时期

#### 中華民國臨時約法
第一條　中華民國由中華人民組織之。

### 北洋政府時期

#### 天壇憲草/1923年中華民國憲法
天壇憲草與1923年版憲法中的第一條内容一致，此版本首次加入了“民主”字樣。
中華民國永遠為統一民主國。

### 國民政府時期

#### 中華民國訓政時期約法
第一條　中華民國領土爲各省及蒙古西藏。

#### 五五憲草
五五憲草中首次在憲法中加入對國家政體的完整定義，並明文規定了“三民主義”作為國家基本的地位，而此前各版憲法第一條對此均不曾涉及。
第一條　 中華民國為三民主義共和國。

## 爭議

### 關於“三民主義”一詞的解讀
由於中華民國憲法第一條中關於三民主義的描述為“民有、民治、民享”，與早先孫文所提出並普遍傳播的「民族民權民生」口號有所不同，民主進步黨人士曾質疑孫中山不曾提出過“民有、民治、民享”的口號，認爲其與美國前總統林肯在蓋茲堡演說中的話句所混淆，但孫文於民國十年在梧州對中國國民黨黨員演講已說明「吾黨之三民主義，即民族、民權、民生三種。此三主義之內容，亦可謂之民有、民治、民享，與自由、平等、博愛無異，故所向有功。以名言之，可稱民有、民治、民享。」。
此外，一些觀點對在憲法明文提及“三民主義”一詞的舉措表示不滿，如《求真杂志》曾表示把三民主義加入憲法的行爲是在把“一党信奉的主义加在国家头上，是全世界所有民主宪法中所绝无仅有的现象”；另一部分觀點則認為由於三民主義是中華民國國父所創立的思想，而且民國卅五年各黨派及無黨派人士召開政治協商會議，通過《和平建國綱領》，其中第一條明定「遵奉三民主義為建國之最高指導原則」，因而憲法中的“三民主義”不具有黨派性，而有客觀性。

## 外部鏈接
- 中華民國憲法正文 總統府 （页面存档备份，存于）